# Апплінг (округ, Джорджія)
Шаблон:StateAbbr_ 31°45′ пн. ш. 82°17′ зх. д. / 31.75° пн. ш. 82.29° зх. д.
Округ Апплінг (англ. Appling County) — округ (графство) у штаті Джорджія, США. Ідентифікатор округу 13001.

## Історія
Округ утворений 1814 року.

## Демографія
За даними перепису
2000 року
загальне населення округу становило 17419 осіб, зокрема міського населення було 5204, а сільського — 12215.
Серед мешканців округу чоловіків було 8581, а жінок — 8838. В окрузі було 6606 домогосподарств, 4856 родин, які мешкали в 7854 будинках.
Середній розмір родини становив 3,04.
Віковий розподіл населення поданий у таблиці:
| Стать    | До 15 років | 15-21 | 22-29 | 30-39 | 40-49 | 50-65 | 65-85 | Понад 85 |
| -------- | ----------- | ----- | ----- | ----- | ----- | ----- | ----- | -------- |
| Чоловіки | 1983        | 968   | 911   | 1207  | 1256  | 1409  | 785   | 62       |
| Жінки    | 1824        | 889   | 902   | 1254  | 1274  | 1480  | 1059  | 156      |

## Суміжні округи
- Тумс — північ
- Теттнолл — північний схід
- Вейн — південний схід
- Пієрс — південь
- Бейкон — захід
- Джефф-Девіс — захід

## Виноски
1. ↑  U.S. Decennial Census. United States Census Bureau. Архів оригіналу за 26 квітня 2015. Процитовано 17 червня 2014.
2. ↑  Historical Census Browser. University of Virginia Library. Архів оригіналу за 11 серпня 2012. Процитовано 17 червня 2014.
3. ↑  Population of Counties by Decennial Census: 1900 to 1990. United States Census Bureau. Архів оригіналу за 2 лютого 2019. Процитовано 17 червня 2014.
4. ↑  Census 2000 PHC-T-4. Ranking Tables for Counties: 1990 and 2000 (PDF). United States Census Bureau. Архів оригіналу (PDF) за 18 грудня 2014. Процитовано 17 червня 2014.
5. ↑  State & County QuickFacts. United States Census Bureau. Архів оригіналу за 6 липня 2011. Процитовано 17 червня 2014. [Архівовано 2011-06-07 у Wayback Machine.](англ.) Наведено за англійською вікіпедією.
6. ↑  American FactFinder. Бюро перепису населення США. Архів оригіналу за 26 лютого 2012. Процитовано 31 січня 2008. [Архівовано 2008-05-21 у Wayback Machine.]

| США | Це незавершена стаття з географії США. Ви можете допомогти проєкту, виправивши або дописавши її. |